# Palais de glace Neftekhimik
Le Palais de glace Neftekhimik (en russe : Нефтехим Арена) est une patinoire de Nijnekamsk en Russie. Il a été construit en 2005.
Elle accueille notamment l'équipe de hockey sur glace du Neftekhimik Nijnekamsk de la Ligue continentale de hockey. La patinoire a une capacité de 5500 spectateurs.